# Rio Tone
O Tone River (利根川, Tone-gawa; ja, ja) é um rio na região de Kantō, no Japão. Tem 322 km de comprimento (o segundo mais longo do Japão, depois do Rio Shinano) e uma zona de drenagem de 16840 km² (a maior do Japão). É apelidado de Bandō Tarō (Janeiro); Bandō é um pseudónimo obsoleto da Região de Kantō, e Tarō é um nome popular dado ao filho mais velho. É considerado um dos "Três Maiores Rios" do Japão, sendo os outros o Rio Shinano no nordeste de Honshu e o Rio Ishikari em Hokkaido.

## Geografia
A nascente do rio Tone está localizada no Monte Ōminakami (大水上山) (1831 metros) nas Montanhas Echigo, que se estendem pela fronteira entre as Prefeituras de Gunma e Niigata no Parque Nacional Jōshin'etsu Kōgen. O Rio Tone reúne afluentes e desagua no Oceano Pacífico em Cabo Inubō, Choshi na Prefeitura de Chiba.

### Afluentes
Os principais afluentes do rio Tone incluem o Agatsuma, Watarase, Kinu, Omoi e o Rio Kokai. O Rio Edo se ramifica do rio e desagua na Baía de Tóquio.

## Galeria de imagens

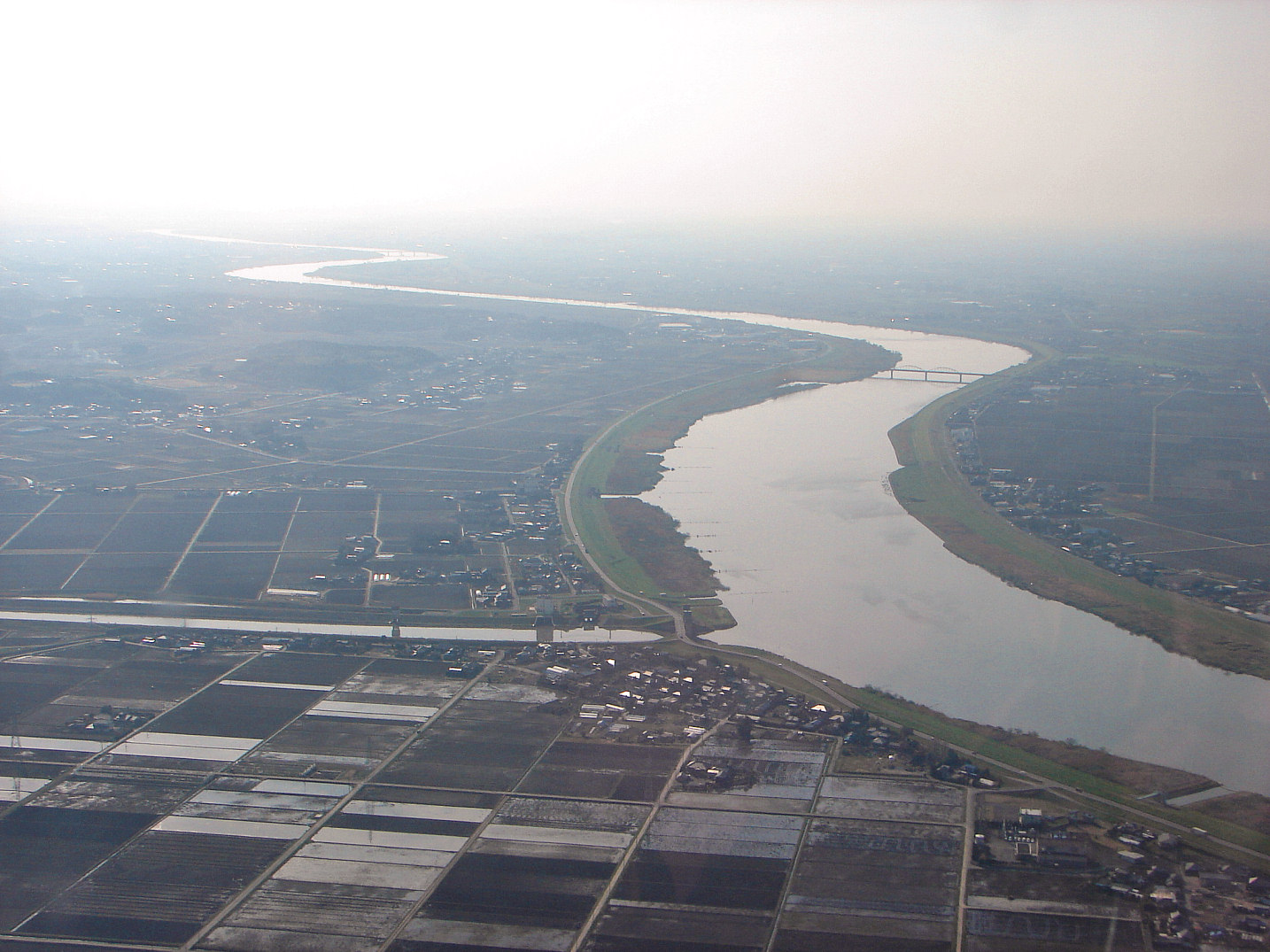
Rio Tone em Narita e Kawachi
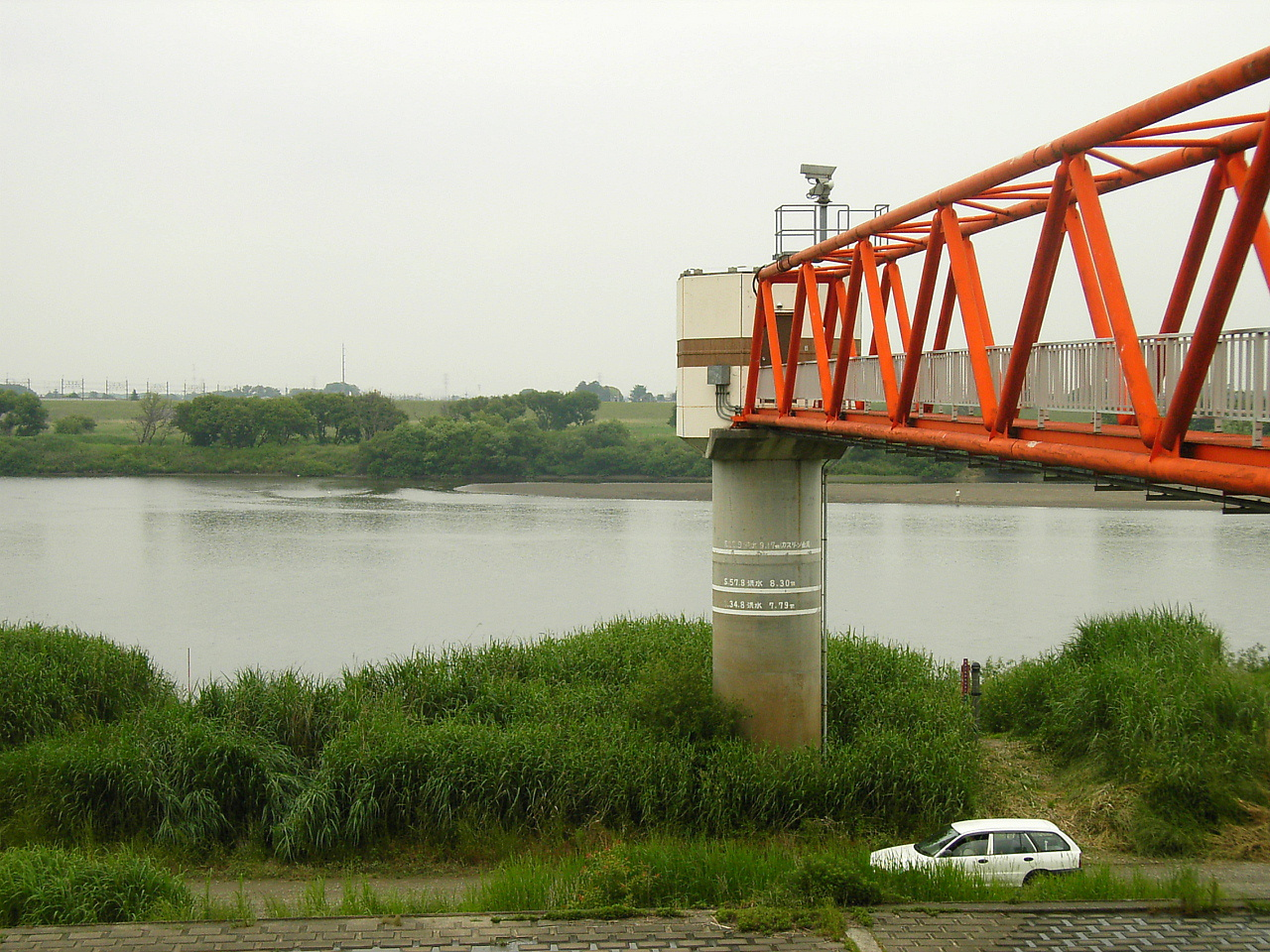
Observatório do Nível da Água Kurihashi (junho de 2005)
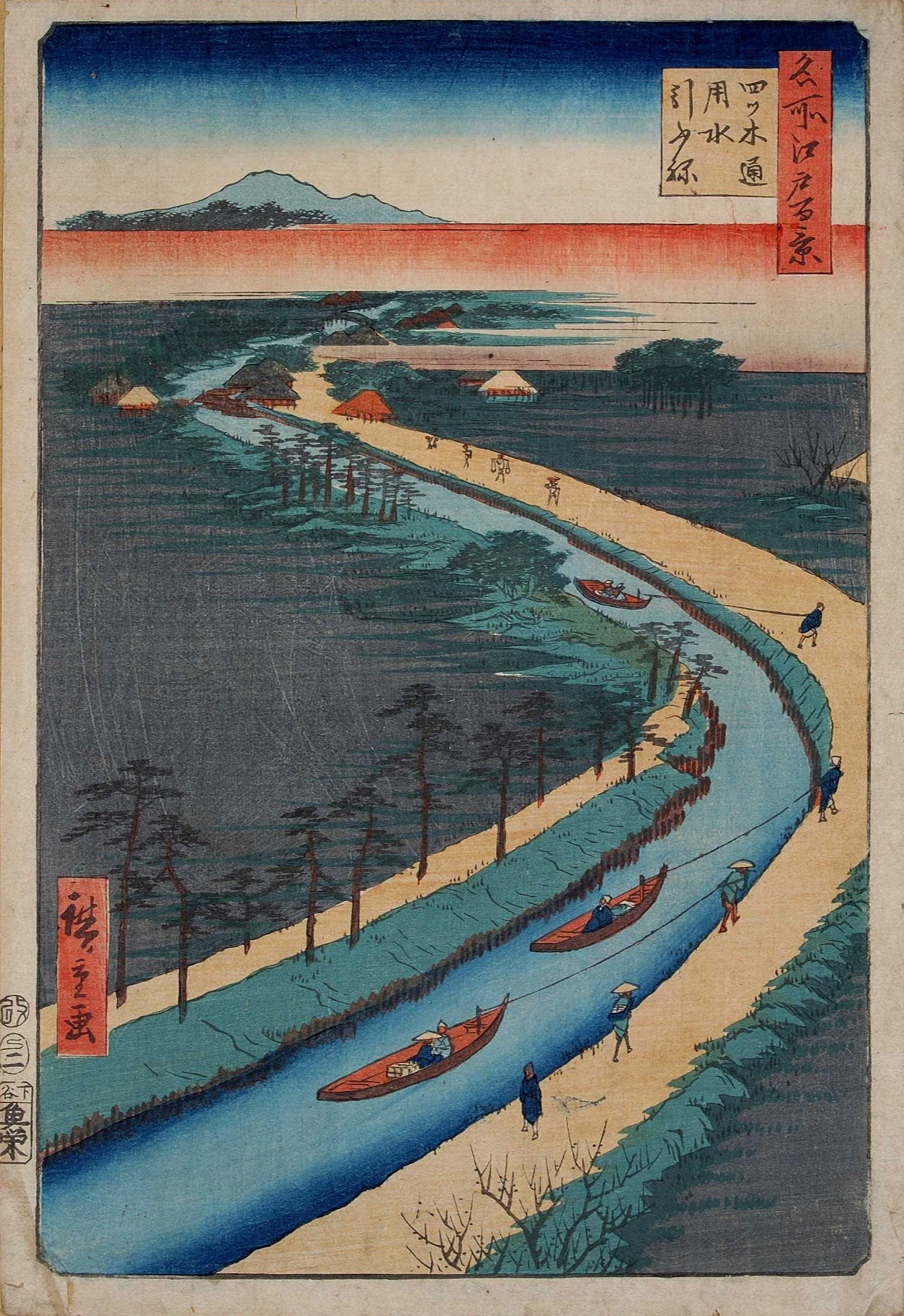
Um dos canais de tom, mostrado em Ukiyo-e de Hiroshige
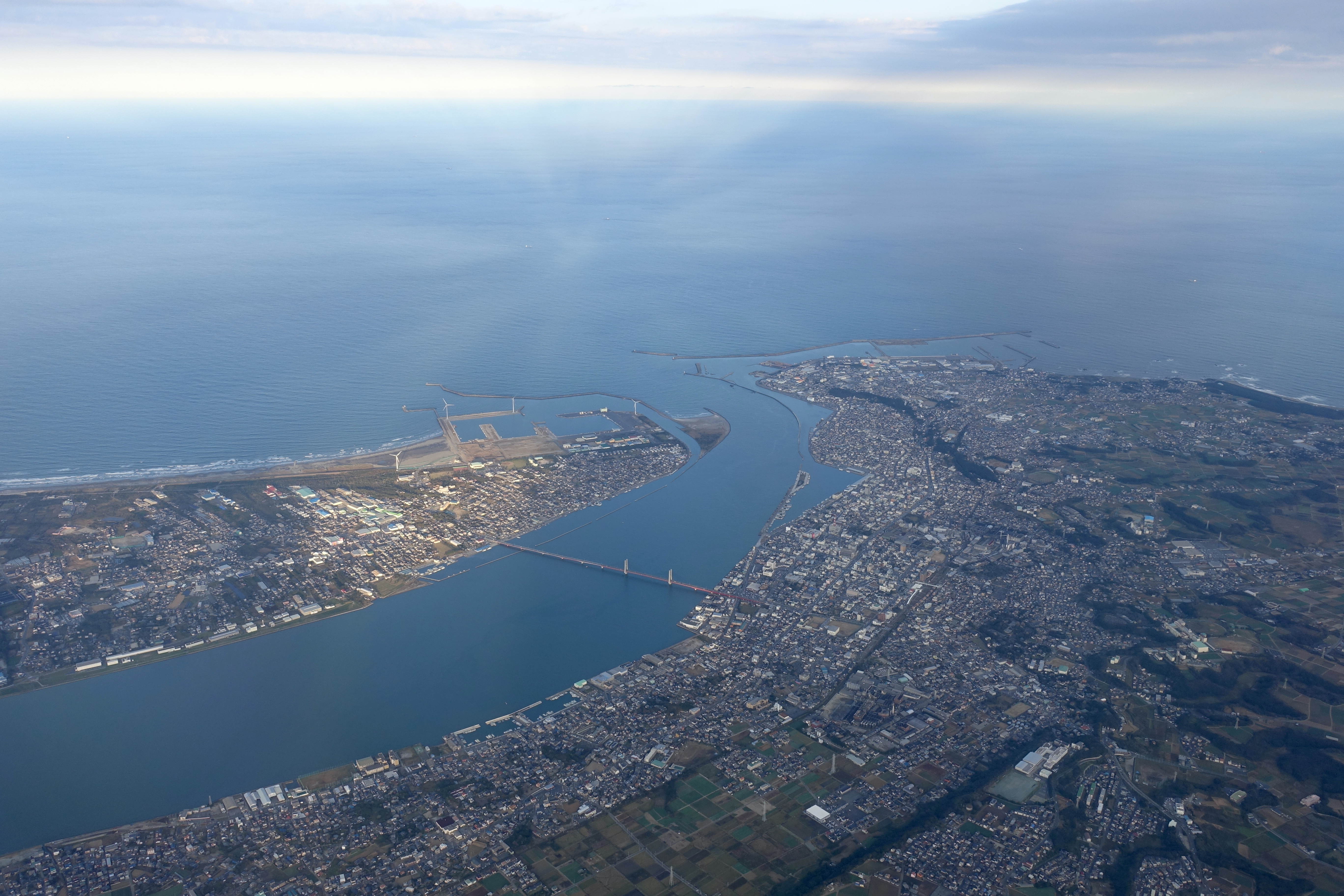
Vista aérea da foz do Rio Tone e da cidade de Chōshi